# Cyclones de Twin City
Les Cyclones de Twin City étaient une franchise professionnelle de hockey sur glace en Amérique du Nord qui évoluait en SPHL. L'équipe était basée à Winston-Salem dans l'État de la Caroline du Nord.

## Historique
La franchise est créée en 2007 et elle participe à la SPHL. En 2009, elle cesse ses activités.